# Río Grande (película de 1949)
Río Grande es una película estadounidense del género wéstern, dirigida por Norman Sheldon y estrenada en 1949. Los principales personajes están interpretados por Sunset Carson, Lee Morgan y Bobby Clack.
La compañía de bajo presupuesto Astor Pictures fue la distribuidora. Se rodó en San Ygnacio (Texas) y en el rancho de Oliver Drake en California.

## Reparto
- Sunset Carson ... Sunset Carson
- Evohn Keyes ... Jane Lanning
- Lee Morgan  ... Wes Caven
- Bobby Clack ... Bruce Lanning
- Bobby Deats ... Sam Elwood
- Henry Garcia ... el sheriff
- Walter Calmback Jr. ... Frank Elwood
- Maria Louisa Marulanda ... cantante y bailarina

## BIbliografía
- Dake, Olivier (1990). Written, produced and directed: the autobiography of Oliver Drake. Fifty years of working with Hollywood's famous film cowboys and many other stars (en inglés). Outlaw Press. OCLC 27884459.
- Hardy, Phil (1 de abril de 1984). The Western (en inglés). William Morrow and Company. ISBN 9780688009465. Consultado el 23 de febrero de 2024.
- Pitts, Michael R. (2019) [1983]. Astor Pictures: A Filmography and History of the Reissue King, 1933-1965 (en inglés). McFarland. p. 304. ISBN 978-1476676494.

- Datos: Q6115185